# Polyrhachis militaris
Polyrhachis militaris é uma espécie de formiga do gênero Polyrhachis, pertencente à subfamília Formicinae.